# Hội thề Ban Chu Ni

Thiết Mộc Chân (Thành Cát Tư Hãn) tuổi xế chiều, chân dung bán thân thời nhà Nguyên thế kỷ thứ 14

Hội thề Ban Chu Ni hay Baljuna (chữ Hán: 班朱尼; bính âm: Bānzhūní) là một sự kiện lịch sử diễn ra giữa năm 1203 CN, được thực hiện bởi Thiết Mộc Chân — hãn của liên minh bộ lạc Mông Cổ và chính là Thành Cát Tư Hãn tương lai — và một nhóm nhỏ những đồ đệ tùy thần, sau được đặt cho biệt danh Baljunatu. Thiết Mộc Chân đã vươn lên thâu tóm quyền bính sau khi phụng sự hãn của tộc Khắc Liệt là Thoát Lý cuối thế kỷ thứ 12. Đầu năm 1203, con trai Thoát Lý là Tang Côn mách cha rằng, lời thỉnh của Thiết Mộc Chân nhằm gắn kết hai gia tộc thông qua mối hòa thân thực chất là một âm mưu chính biến ngầm. Sau khi trốn thoát thành công hai cuộc mai phục của quân Khắc Liệt, Thiết Mộc Chân bị cô lập và thất bại toàn diện tại trận triền cát Qalaqaljid.
Thiết Mộc Chân tập hợp lại lực lượng dư tàn và rút về Ban Chu Ni, một con sông hoặc hồ không rõ danh tính ở miền đông nam Mông Cổ. Tại đây, ông và các bằng hữu thân cận thề lời thề chung thủy, hứa sẻ chia với nhau cam khổ và vinh quang. Ông dành mùa hè tiếp theo chiêu dụ binh lính, thu thập đủ lực lượng để đại phá quân Khắc Liệt vào mùa thu cùng năm. Ba năm sau vào năm 1206, khi đã diệt hết các thế lực thù địch trên thảo nguyên, Thiết Mộc Chân thụ hiệu Thành Cát Tư Hãn tại đại nghị kurultai đầu tiên và ban cho Baljunatu nhiều chức vị quan trọng trong Đế quốc Mông Cổ mới thành lập. Giới sử gia thế kỷ thứ 19 đã từng nghi ngờ độ xác thực lịch sử của sự kiện này bởi lẽ cuốn Mông Cổ bí sử không hề nhắc đến nó (có lẽ vì những người tham gia hội thề khác biệt về địa vị).

## Lời thề Ban Chu Ni
Lực lượng của Thiết Mộc Chân hứng chịu tổn thất nặng nề trong quá trình rút lui khỏi trận chiến; nhiều bộ tướng của ông đã chạy tản mác hết cả. Mặc cho hiểm nguy kề cận, Thiết Mộc Chân dừng chân một đêm để đợi cho tàn quân tụ họp. Bác Nhĩ Truật bắt kịp chủ soái vào rạng sáng hôm sau tuy đã mất ngựa tại Qalaqaljid, rồi tới lượt Bác Nhĩ Hốt, người đang chữa vết thương cổ cho con trai thứ ba của Thiết Mộc Chân là Oa Khoát Đài. Thiết Mộc Chân tiếp tục di chuyển, tạm dừng ở chặng sau để chôn cất Kuildar, một chiến binh Mông Cổ đã chết trận. Đoàn quân của ông rốt cuộc tới Ban Chu Ni, một con sông hoặc hồ không rõ danh tính, có lẽ nằm đâu đó ven sông Kalka kề cận biên giới của Kim ở miền đông nam Mông Cổ. Ngoài ra, một số học giả cho rằng đây cũng có thể là sông Ingoda hoặc hồ Balzino ở Buryatia.
Tại giao điểm này vào năm 1203, Thiết Mộc Chân hội họp với lực lượng vỏn vẹn 2.600 đến 4.600 chiến binh. Cuốn chính sử thế kỷ thứ 14 Nguyên sử chép phóng đại sự kiện này, theo đó Thiết Mộc Chân chỉ hội họp với 19 tướng sĩ tùy tòng, song cũng có khả năng chỉ các nhân vật thủ lĩnh mới được liệt kê ở đây. Cũng theo sử liệu này, họ hạ được một con ngựa hoang bỗng dưng xuất hiện, làm thịt nó và dùng da làm chảo để đun nước sông. Thiết Mộc Chân sau đó cất lời thề:
"Nếu yên được đại nghiệp, ta cùng các ngươi sẻ chia cam khổ; nếu đổi lời, ta thành như nước sông."

Phiên bản trong Nguyên sử có vẻ không hoàn toàn là sự thật. Lời thề Ban Chu Ni diễn tả một cách ẩn dụ, thi vị và súc tích thông điệp mà Thiết Mộc Chân muốn truyền đạt để chiêu mộ tùy tòng; đó là sự hòa quyện mạnh mẽ giữa công bằng xã hội và khổ hạnh cá nhân. Trên thực tế, Thiết Mộc Chân nhiều khả năng đã dành phần lớn mùa hè năm 1203 phủ dụ đồng minh, thu phục được lòng tin của tộc Hoằng Cát Lạt (tức ngoại tộc bên vợ Bột Nhi Thiếp), chi tộc Ikires, và tộc Mông Cổ Nirun. Bên cạnh đó còn có nhiều thủ lĩnh người Khiết Đan muốn theo Thiết Mộc Chân để trả mối thù riêng với nhà Kim; và một số nhà buôn Hồi giáo như Ja'far và Hasan đã hiến dâng hơn một ngàn con cừu cho vị hãn để được chiếu cố an ninh và ưu tiên tuyến giao thương thuận lợi. Ngoài ra, một số thành viên của tộc Khắc Liệt dưới trướng Thoát Lý như Trấn Hải thậm chí làm phản và sang phe của Thiết Mộc Chân, về sau trở thành quan chức dưới đời Oa Khoát Đài.
Giới sử gia đã để ý đến và nhấn mạnh sự bất đồng nhất về tầng lớp xã hội, văn hóa, và tôn giáo của những người thề lời thề Ban Chu Ni. Không hề có một người Mông Cổ nào khác, ngoại trừ Thiết Mộc Chân và em trai Cáp Tát Nhi, trong bộ 19 truyền thống — số đó còn gồm những người Khiết Đan, Đảng Hạng, Khắc Liệt, Nãi Man, những người xuất thân từ Trung Á và thậm chí Nam Á, tổng cộng lại có tới 9 sắc tộc khác nhau. Trong số những tướng sĩ thề nguyện trung thành với Thiết Mộc Chân — vốn là một người Tengri giáo ngoan đạo — lại có cả những kẻ theo Hồi giáo, theo Kitô giáo, theo Phật giáo. Như một biểu tượng vượt trên sự khác biệt cộng đồng, lời thề Ban Chu Ni "tạo ra một dạng tình huynh đệ, [...] gần như trở thành một dạng tư cách công dân hiện đại dựa trên lựa chọn và sự cam kết cá nhân" theo lời sử gia Jack Weatherford.

### Hệ quả và di sản

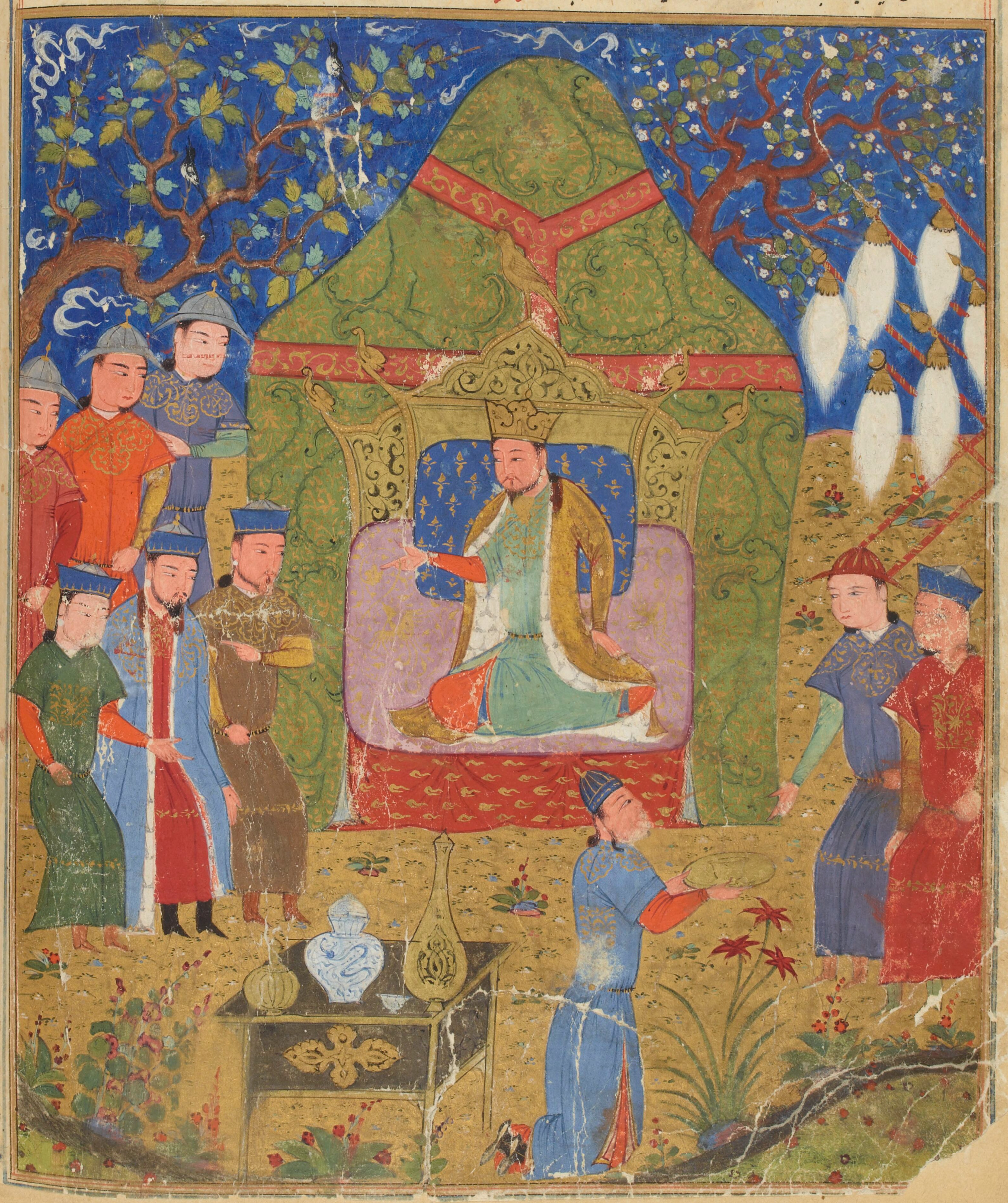
Thiết Mộc Chân được truy tôn danh hiệu Thành Cát Tư Hãn tại kurultai năm 1206, nơi ông hậu đãi những tướng sĩ đã thề lời thề Ban Chu Ni (minh họa trong bản thảo Jami' al-tawarikh thế kỷ thứ 15)

Cuối năm 1203, Thiết Mộc Chân cầm quân đại phá tộc Khắc Liệt trên Đồi Jeje'er ở hạ lưu sông Kherlen sau ba ngày ròng kịch chiến. Thoát Lý bỏ chạy nhưng bị bắt giết bởi một tên lính Nãi Man không nhận ra mặt chủ tướng; Tang Côn chạy xuống Tây Tạng rồi sang Kashgar, về sau cũng bị bắt giết. Trong vòng ba năm tiếp theo, Thiết Mộc Chân đánh dẹp các tộc Nãi Man và Miệt Nhi Khất, thống nhất hoàn toàn thảo nguyên Mông Cổ. Năm 1206, ông cho triệu tập kurultai (n.đ. 'đại nghị, đại hội') ven sông Onon, tại đây lấy hiệu "Thành Cát Tư Hãn" và trọng thưởng cho tùy thần trung thành với ông. Badai và Kishlik, những kẻ mục đồng đã bẩm báo cho ông về âm mưu phản bội của Thoát Lý, được ban cho túp yurt cự phú và đám cận vệ từng thuộc về tộc trưởng tộc Khắc Liệt. Những tướng sĩ thề lời thề Ban Chu Ni, hay còn có biệt danh là Baljunatu (n.đ. 'những kẻ uống nước đục'), được cắt đặt quyền cao chức trọng và tưởng nhớ cho tới những năm 1300. Nhiều nhân vật về sau làm quan to trong triều đình Đế quốc Mông Cổ của Thành Cát Tư Hãn — đáng kể có Trấn Hải, nhà ngoại giao và thương nhân Hồi giáo Ja'far Khoja, và Qaban của tộc Ô Lương Hải có con trai là danh tướng Tốc Bất Đài.

### Cước chú
1. ↑  Ratchnevsky 1991, tr. 70–71; Atwood 2004, tr. 342; Cleaves 1955, tr. 389.
2. ↑  Man 2004, tr. 96–97; Ratchnevsky 1991, tr. 71.
3. ↑  Ratchnevsky 1991, tr. 71, 73; Cleaves 1955, tr. 397.
4. ↑  Cleaves 1955, tr. 397; Man 2004, tr. 97.
5. ↑  Ratchnevsky 1991, tr. 71–72; Fitzhugh, Rossabi & Honeychurch 2009, tr. 102.
6. ↑  Biran 2012, tr. 38; Weatherford 2018, tr. 114.
7. ↑  Atwood 2004, tr. 98–99; Ratchnevsky 1991, tr. 79–81; Fitzhugh, Rossabi & Honeychurch 2009, tr. 102.
8. ↑  Atwood 2004, tr. 30; Ratchnevsky 1991, tr. 73.
9. ↑  Atwood 2004, tr. 103, 257, 520.